# Friedrich-Ebert-Straße 101 (Mönchengladbach)

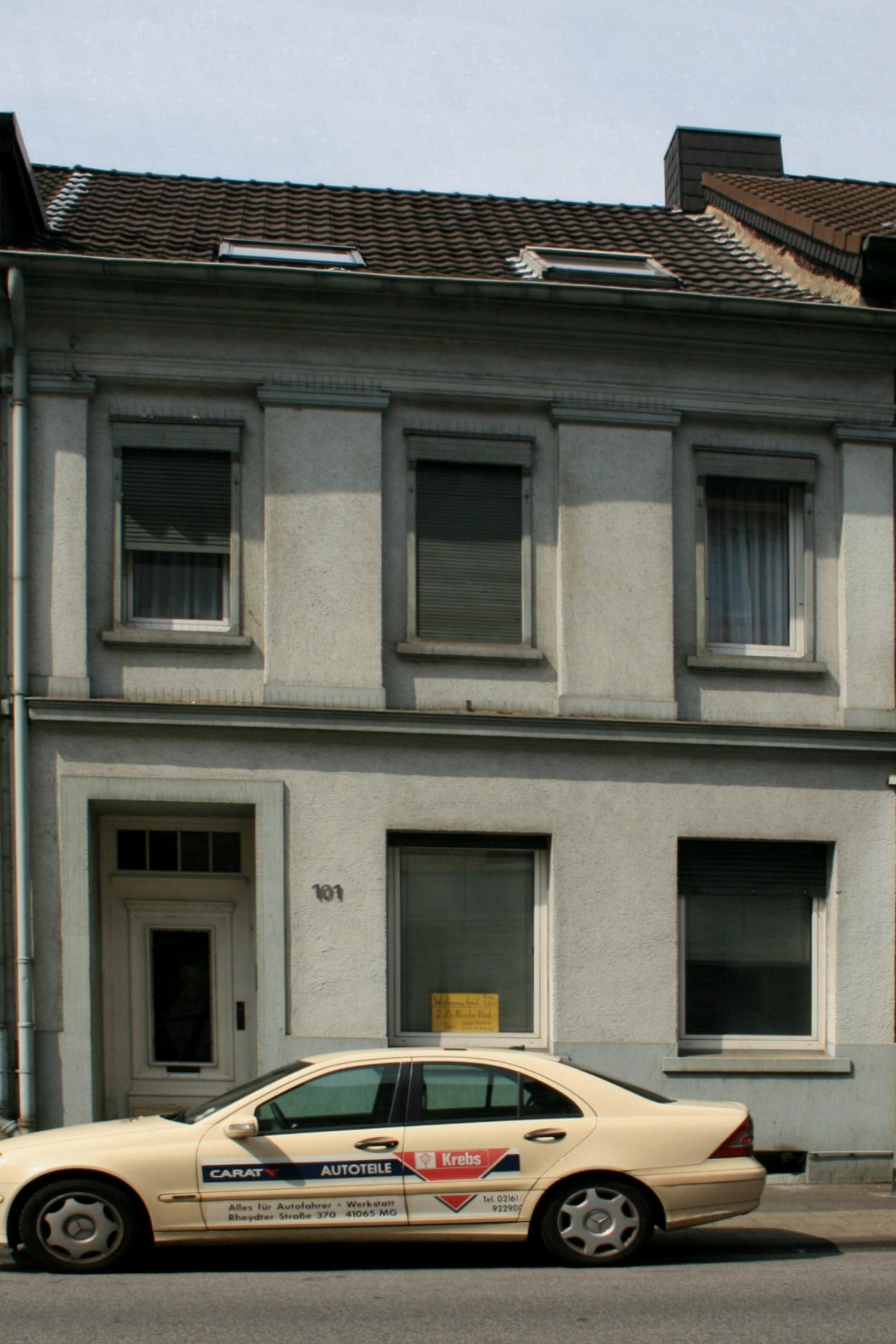
Wohnhaus (2010)

Das Wohnhaus Friedrich-Ebert-Straße 101 steht im Stadtteil Rheydt in Mönchengladbach (Nordrhein-Westfalen).
Das Gebäude wurde in der Mitte des 19. Jahrhunderts erbaut. Es ist unter Nr. F 011 am 15. Dezember 1987 in die Denkmalliste der Stadt Mönchengladbach eingetragen worden.

## Architektur
Das Wohnhaus aus der Mitte des 19. Jahrhunderts zeigt 2:3 Fensterachsen und ist zweigeschossig über einem hochgezogenen Kellersockel. Das Haus wird durch ein Satteldach überdeckt.
Das Haus Nr. 101 gehört zu einer Dreiergruppe und zeigt typisch, wie Teile der Straße in ihrer Zeit ausgesehen haben und ist aus diesem Grunde denkmalwert.